# Sam Lousi

a Compétitions nationales et continentales officielles uniquement.

b Matchs officiels uniquement.
Dernière mise à jour le 21 juin 2024.
Sam Lousi, né le 20 juillet 1991 à Auckland (Nouvelle-Zélande), est un joueur de rugby à XV international tongien, et également ancien joueur de rugby à XIII. Il évolue principalement au poste de deuxième ligne, et joue avec la province galloise des Scarlets en United Rugby Championship depuis 2019.

## Biographie
Sam Lousi est le frère cadet de Sione Lousi (en), ancien joueur des New Zealand Warriors et international tongien de rugby à XIII.

## Carrière

### En club
Sam est Lousi est formé au rugby à XIII dans sa ville natale d'Auckland, avec les clubs des Bay Roskill Vikings puis des Richmond Rovers. À côté de cela, il joue aussi avec les équipes jeunes des New Zealand Warriors, avec qui il dispute la National Youth Competition en 2010 et 2011, remportant à chaque fois la compétition,. Il signe ensuite un contrat professionnel avec les Warriors, ,qui évoluent en NRL, jusqu'en 2013.
Il dispute sa première rencontre professionnelle en NRL le 23 mars 2012 contre les Gold Coast Titans. Il joue cinq matchs lors de sa première saison, avant de faire une saison blanche en 2013 en raison de blessures, et de jouer quatre rencontres en 2014,,. En plus des Warriors, il joue également avec les Auckland Vulcans en New South Wales Cup.
Voyant que sa carrière à XIII à du mal à se lancer, il décide de passer au rugby à XV en 2015 avec la franchise australienne des Waratahs en Super Rugby. Lors de la saison 2015 de Super Rugby, il ne fait que quatre apparitions en tant que remplaçant avant de se blesser à l'épaule pour le reste de sa saison,. Parallèlement, il rejoint l'équipe des NSW Country Eagles pour la saison 2015 de NRC. Lors de la saison 2016 de Super Rugby, il s'impose comme un élément important de son équipe en disputant quatorze rencontres, mais aucune comme titulaire en raison de la présence de joueurs expérimentés à son poste comme Dean Mumm ou Will Skelton,. 
En 2016, il retourne jouer dans son pays natal et rejoint la province de Wellington en NPC et les Hurricanes en Super Rugby,. Avec les Hurricanes, il progresse dans son jeu et joue beaucoup lors de ses deux premières saisons, avant qu'une blessure aux pectoraux lui fasse manquer toute la saison 2019,,.
En 2019, il recruté par la province galloise des Scarlets en Pro14, qu'il rejoint après la Coupe du monde disputée avec les Tonga,.

### En équipe nationale
Au rugby à XIII, Sam Lousi joue avec les Junior Kiwis (en) (équipe de Nouvelle-Zélande de rugby à XIII des moins de 20 ans) en 2010 et 2011. Il dispute alors le match annuel contre les Junior Kangaroos (en) (Australie à XIII -20 ans).
Il est sélectionné pour la première fois avec l'Équipe des Tonga de rugby à XV en juillet 2019 pour disputer la Pacific Nations Cup 2019,. Il obtient sa première cape internationale le 27 juillet 2019 à l’occasion d’un match contre l'équipe des Samoa à Apia.
Il est retenu dans le groupe tongien pour disputer la Coupe du monde 2019 au Japon. Il dispute quatre matchs dans cette compétition, contre l'Angleterre, l'Argentine, la France et les États-Unis.
En août 2023, il est sélectionné au sein du groupe tongien de 33 joueurs retenu pour la Coupe du monde 2023 en France. Il joue les trois matchs de son équipe, tous comme titulaire.

## Palmarès

### En club
- Vainqueur de la National Youth Competition en 2010 et 2011 avec les New Zealand Warriors

### En équipe nationale
- 15 sélections avec les Tonga depuis 2019.
- 5 point (1 essai).